# Áreas Metropolitanas de Ecuador
Las Áreas Metropolitanas de Ecuador son aglomeraciones urbanas conformadas por la unión de dos o más ciudades en su entorno. Actualmente el país cuenta con 20 conurbaciones constituidas y un Distrito metropolitano.
Actualmente el país cuenta con aproximadamente 18 millones de habitantes según el Inec para el año 2022, siendo la Conurbación de Guayaquil el área metropolitana más poblada del país con una población de 3 256 282 habitantes hasta la actualidad.

## Conurbaciones de Ecuador
| N.º | Área Metropolitana                          | Ciudad        | Provincia                          | Área (km²)  | Densidad (hab./km²) | Población (2010) | Población (2022) |
| --- | ------------------------------------------- | ------------- | ---------------------------------- | ----------- | ------------------- | ---------------- | ---------------- |
| 1   | Gran Guayaquil                              | Guayaquil     | Guayas                             | 405.9 km²   | 501,52 hab/km²      | 2 526 927        | 3 256 282        |
| 2   | Quito D.M.                                  | Quito         | Bandera de Pichincha Pichincha     | 860 km²     | 657,6 hab/km²       | 2 325 043        | 3 106 822        |
| 3   | Área Metropolitana del Austro               | Cuenca        | Azuay                              | 250 km²     | 106,86 hab/km²      | 661 685          | 836 636          |
| 4   | Conurbación de Manabí central               | Manta         | Manabí                             | 425 km²     | 77,57 hab/km²       | 651 053          | 807 769          |
| 5   | Conurbación de Ibarra                       | Ibarra        | Imbabura                           | 350 km²     | 159 hab/km²         | 250 000          | 640 000          |
| 6   | Conurbación de Ambato                       | Ambato        | Tungurahua                         | 180 km²     | 171,2 hab/km²       | 489 537          | 540 000          |
| 7   | Conurbación de Santo Domingo                | Santo Domingo | Santo Domingo de los Tsáchilas     | 3 102 km²   | 119,39 hab/km²      | 499 958          | 530 321          |
| 8   | Conurbación de Babahoyo                     | Babahoyo      | Los Ríos                           | 5 226 km²   | 643,31 hab/km²      | 250 000          | 528 462          |
| 9   | Conurbación de Quevedo                      | Quevedo       | Los Ríos                           | 4 224 km²   | 99,1 hab/km²        | 478 808          | 500 000          |
| 10  | Conurbación de Machala                      | Machala       | El Oro                             | 3 364.7 km² | 101,11 hab/km²      | 387 814          | 476 848          |
| 11  | Área Metropolitana de la Puntilla           | Santa Elena   | Bandera de Santa Elena Santa Elena | 175 km²     | 3 690,08 hab/km²    | 170 342          | 410 000          |
| 12  | Conurbación de Riobamba                     | Riobamba      | Bandera de Chimborazo Chimborazo   | 978 km²     | 269,99 hab/km²      | 265 000          | 365 358          |
| 13  | Conurbación de Loja                         | Loja          | Loja                               |             |                     | 200 000          | 300 000          |
| 14  | Conurbación de Latacunga                    | Latacunga     | Cotopaxi                           | 1 377 km²   |                     | 204 000          | 298 440          |
| 15  | Conurbación de Esmeraldas                   | Esmeraldas    | Bandera de Esmeraldas Esmeraldas   |             | 2 186,44 hab/km²    | 286 938          | 290 000          |
| 16  | Conurbación binacional Tulcán - Ipiales     | Tulcán        | Carchi                             | 2 387 km²   |                     | 163 676          | 230 000          |
| 17  | Conurbación binacional Huaquillas-Zarumilla | Huaquillas    | El Oro                             | 231 km²     |                     | 82 227           | 105 025          |